# Eleodes tribulus
Eleodes tribulus es una especie de escarabajo del género Eleodes, tribu Amphidorini, familia Tenebrionidae. Fue descrita científicamente por D. Thomas en 2005.
Se mantiene activa durante todos los meses del año excepto en diciembre.

## Descripción
Mide 13,0-19,0 milímetros de longitud.

## Distribución
Se distribuye por México y Estados Unidos.